# Gagaku
Gagaku (雅楽?) är den japanska artisten Miyavis första album, släppt den 31 oktober 2002 genom skivbolaget PS Company. Musikstilen på albumet tillhör genren Japan pop (J-pop).

## Låtlista
1. Peter Pan syndrome [Hatachi Kinenbi -Peter Pan syndrome]
2. Coin Lockers Baby
3. Son of bitch [Kusare Gedou he -Son of Bitch-]
4. Night in girl
5. Girls, be ambitious
6. Oresama Shikou
7. Gariben rock
8. Onpu no Tegami
9. Shokubutsu Ningen no theme
10. Dear From ...XXX